# Visitas oficiales de jefes de Estado y de Gobierno a España durante la XV Legislatura
Las visitas oficiales que jefes de Gobierno o de Estado realizan a España durante la XV Legislatura (iniciada el 17 de agosto de 2023) se detallan a continuación.

## Características
Las visitas de Estado a España, como las que realizan fuera de España, se realizan mediante invitación del país anfitrión y entre jefes de Estado. Estas visitas, que tienen pueden tener una duración máxima de 3 días, suelen contar con la presencia de los consortes y destacan por los recibimientos con honores y por posteriores comidas o cenas donde asisten las máximas autoridades civiles, militares, eclesiásticas, así como, principales empresarios y personajes de la sociedad civil en algunos casos. Estas visitas de Estado suelen realizarse una sola vez durante el mandato del Jefe del Estado, y siendo posible otra hasta un cambio de mandato
La visita oficial, por su parte, suele ser menos protocolaria, y se realizan por invitación o por solicitud del país extranjero. Pueden realizarlas, en menor duración que las visitas de estado, jefes de Estado, primeros ministros, ministros o representantes de organizaciones internacionales. En muchos casos solo incluye la visita al jefe del gobierno del país anfitrión (en caso de sistemas parlamentarios o semipresidencialistas), especialmente para tratar temas de índole político, económico, social etcétera. Estas visitas oficiales también pueden darse por visitas a instituciones concretas, eventos como ferias internacionales, congresos, festividades patrias, ceremonias...

## Visitas de estado a España
Las visitas estatales a España se llevan a cabo con la participación del Rey de España. Los eventos del día comienzan cuando el dignatario visitante llega en un vehículo especial al Palacio Real de Madrid en la capital española de Madrid. A medida que llega el dignatario, las unidades de la Guardia Real se preparan para el inicio de la ceremonia. La ceremonia comienza con todas las unidades presentando armas al sonar una saludo real, con la ejecución del himno nacional del país invitado y después del himno nacional español, la Marcha Real. Luego comienzan su inspección, revisando la infantería así como las unidades montadas. Una vez que se completa la revisión, se lleva a cabo un gran desfile militar en el patio del palacio con las bandas en masa que tocan música militar a medida que las unidades avanzan.

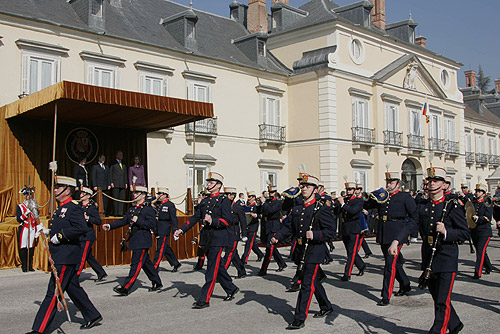
Banda Militar durante una visita de estado para el Presidente de Rusia Vladímir Putin.

La otra ceremonia estatal notable que se lleva a cabo en el palacio es la cena estatal, organizada por el Rey, a la que asisten el dignatario visitante, su delegación, la Familia Real Española, el presidente del Gobierno y otras autoridades del Estado. Durante el transcurso de la visita, el líder visitante puede pronunciar un discurso en una sesión conjunta de Cortes Generales.

## Autoridades españolas
La Jefatura del Estado la ejerce el monarca Felipe VI, desde el 2 de junio de 2014. La Jefatura del Gobierno recae nuevamente en el presidente del Gobierno, Pedro Sánchez del PSOE.
- Gobierno en funciones: 17 de agosto de 2023 - 16 de noviembre de 2023
- Gobierno de Pedro Sánchez: 16 de noviembre de 2023 - actualidad

## Cronología
| Fecha            | País u Organización | Jefe de Estado, de Gobierno o Representante       | Motivo                                        |
| ---------------- | ------------------- | ------------------------------------------------- | --------------------------------------------- |
| 2023             |                     |                                                   |                                               |
| 10 de noviembre  | Alemania            | Canciller Olaf Scholz                             | Visita oficial                                |
| 12 de diciembre  | Jordania            | Rey Abdalá II                                     | Visita oficial                                |
| 2024             |                     |                                                   |                                               |
| 22 de enero      | Etiopía             | Presidenta Sahle-Work Zewde                       | Visita oficial                                |
| 23 de enero      | Albania             | Primer ministro Edi Rama                          | Visita oficial                                |
| 24 de enero      | Ecuador             | Presidente Daniel Noboa                           | Visita oficial                                |
| 19 de febrero    | China               | Ministro de Relaciones Exteriores Wang Yi         | Visita oficial                                |
| 22 de febrero    | Guatemala           | Presidente Bernardo Arévalo                       | Visita oficial                                |
| 27 de febrero    | Andorra             | Primer ministro Xavier Espot Zamora               | Visita oficial                                |
| 28 de febrero    | Paraguay            | Presidente Santiago Peña                          | Visita oficial                                |
| 29 de febrero    | Unión Europea       | Presidenta del Parlamento Europeo Roberta Metsola | Visita oficial                                |
| 5 de abril       | Cabo Verde          | Presidente Jose Maria Pereira Neves               | Visita oficial                                |
| 9 de abril       | Cabo Verde          | Presidente Jose Maria Pereira Neves               | Visita oficial                                |
| 15 de abril      | Portugal            | Primer Ministro Luís Montenegro                   | Visita oficial                                |
| 27 de mayo       | Ucrania             | Presidente Volodímir Zelenski                     | Visita oficial                                |
| 12 - 13 de junio | Turquía             | Presidente Recep Tayyip Erdoğan                   | VIII Cumbre Intergubernamental España-Turquía |